# Stadtradio Krems
Das Stadtradio Krems ist ein privater Radiosender mit Sitz in Krems an der Donau in Niederösterreich. Das Programm ist regional auf die Stadt und den Bezirk Krems ausgerichtet.

## Geschichte
Gegründet wurde das Stadtradio Krems bereits im Jahr 2019 unter dem Namen „Musikwelle - Classic Hits und super Oldies“. Gesendet wurde damals noch über das A1-Kabelnetz in ganz Österreich sowie in den regionalen Kabelnetzen. Im Jahr 2021, wurde dann eine DAB+ Lizenz für den Citymux in Wien beantragt und seitens der Behörde genehmigt.
Gleichzeitig wurde auch eine UKW-Eventlizenz beantragt und ebenfalls genehmigt. Gesendet wurde damals auf den Frequenzen 100,4 MHz vom Standort Hauersteig in Krems an der Donau und auf 96,0 MHz vom Standort Judenau im Bezirk Tulln. Aus wirtschaftlichen Gründen musste der Betrieb über DAB+ nach nur drei Monaten wieder eingestellt werden. Die UKW-Frequenzen blieben aufrecht.
Anfang März 2022 wurde der Name auf „Stadtradio Krems“ geändert. Inzwischen haben sich auch die UKW-Frequenzen geändert und sind seither mehr auf die Stadt und den Bezirk Krems ausgerichtet.
Am 1. März 2022 hätte das Stadtradio Krems offiziell seinen Sendestart haben sollen. Krankheitsbedingt durch einige Mitarbeiter musste der Sendestart jedoch um zwei Wochen auf 15. März 2022 verschoben werden.
Das Stadtradio Krems heißt seit August 2025 Stadtradio 1.

## Programm
Das Stadtradio Krems bietet ein 24-Stunden-Vollprogramm mit Musik von den 1970er bis Ende der 1990er Jahre. Jede Stunde sind maximal vier neuere Songs im Programm vorhanden. Gespielt wird vor allem Pop, Schlager, Oldies, Country und Evergreens. Außerdem gibt es Beiträge aus und um Krems, das Wetter und ein Nachrichtenprogramm.

## Empfang & Sendegebiet
Empfangbar ist das Stadtradio Krems im Kabelnetz von A1 und kabelplus, über die Webseite www.stadtradio.at und auf den UKW-Frequenzen:
- 106,7 MHz (Stadt Krems)
- 103,1 MHz (Stadt St. Pölten)[2]
- 100,4 MHz (Bezirk Krems und St. Pölten Land)
- 89,0 MHz (Spitz/Wachau)
- 103,4 MHz (Bezirk Tulln, Bezirk Hollabrunn, Bezirk Horn)[3]
- 100,2 MHz (Bezirk Melk, Bezirk Amstetten, Bezirk Scheibbs)[4]
- 94,0 MHz (Bezirk Krems Nord, Bezirk Zwettl)[5]